# Acidogênese
A acidogênese é a segunda fase da biodigestão anaeróbia, na qual as bactérias quebram as moléculas orgânicas simples em ácidos graxos voláteis, como ácido láctico, ácido etanoico e ácido butanoico. Consiste-a na capacidade de produção de ácidos a partir da fermentação de carboidratos. Diversos microrganismos comensais ou patogênicos são capazes de produzir ácidos a partir da fermentação de açúcares.
Acidogênese é a fermentação de aminoácidos e acetato a açúcares, hidrogênio e certos intermediários, como propionato, butirato, lactato e etanol. β-oxidação de ácidos graxos de cadeia longa e fermentação alcoólica a ácidos graxos voláteis (AGVs) e hidrogênio. Durante a acidogênese na biodigestão anaeróbia, os produtos hidrolisados são metabolizados no interior das bactérias em álcoois (etanol), cetonas (acetona), aldeídos, hidrogênio, dióxido de carbono e, principalmente, ácidos orgânicos (ácido etanoico, ácido propanoico, ácido butanoico, ácido láctico). Além disso, durante o processo são geradas novas células bacterianas.
Além da hidrólise, acetogênese e metanogênese, a acidogênese representa uma etapa de fermentação em um processo de degradação anaeróbica facultativa. Ocorre simultaneamente com a hidrólise, e durante esta formação de ácido inespecífico, os interdutos monoméricos da hidrólise são, por um lado, convertidos em ácidos graxos/carboxílicos inferiores, tais como B. ácido butírico, propiônico e acético, por outro lado, em álcoois inferiores, como. B. etanol, implementado.
As chamadas bactérias acidogênicas produzem álcoois e ácidos orgânicos, bem como hidrogênio e dióxido de carbono. Essas bactérias geralmente pertencem ao gênero Clostridium, mas algumas fazem parte dos gêneros Bacteroides, Bacillus, Pelobacter, Acetobacterium, Ulyobacter ou da família Enterobacteriaceae.